# Гудзонський яструб
Гудзо́нський я́струб (англ. Hudson Hawk) — американська пригодницька комедія.

## Сюжет
«Гудзонський яструб» — прізвисько неперевершеного злодія Едді, який може відкрити будь-який сейф за лічені секунди. Вийшовши з в'язниці, король крадіжки вирішує піти на заслужений відпочинок. Але занадто багато хто на волі зацікавлений в його кримінальному таланті. За допомогою шантажу підступні зловмисники змушують Еді здійснити пограбування століття: він повинен викрасти три шедеври Леонардо да Вінчі із музеїв всього за кілька днів! «Гудзонський яструб» знову вирушає на полювання, але цього разу в безкрайнім небі він не самотній.

## У ролях
- Брюс Вілліс — Едді «Гудзонський яструб»
- Денні Айелло — Томмі П'ять-Тон
- Енді Макдавелл — Анна Бараглі
- Джеймс Коберн — Джордж Каплан
- Річард Е. Грант — Дарвін Мейфлавер
- Сандра Бернхард — Мінерва Мейфлавер
- Дональд Бертон — Альфред
- Дон Гарві — Снікерс
- Девід Карузо — Кіт Кат
- Ендрю Брінярскі — Butterfinger
- Лоррейн Туссен — Almond Joy